# Retzow
Retzow es un municipio situado en el distrito de Havelland, en el estado federado de Brandeburgo (Alemania), a una altitud de 40 metros. Su población a finales de 2016 era de 500 habs. y su densidad poblacional, 35 hab/km².